# پروچنی
پِروچِنی (به مجاری:  Perőcsény) یک شهرداری در مجارستان است که در ناحیه سوب واقع شده‌است. پروچنی ۴۱٫۳۹ کیلومتر مربع مساحت دارد.